# Biserujka
Biserujka je špilja koja se nalazi na sjeveroistočnom dijelu otoka Krka, na graničnom području općina Omišalj i Dobrinj, ponad uvale Slivanjska, nedaleko sela Rudina.

## Naziv
Špilja Biserujka, kao i mnoge špilje, ima i druga imena, pa ju nazivaju i Vitezićevom špiljom ili Slivanjskom jamom. Prema legendi, špilja je dobila ime prema blagu koje je u njoj pronađeno, a pripadalo je lokalnim gusarima. No blago je kasnije premješteno, a točnu lokaciju „zna samo Ive Gospodin“, čija je kuća na ulazu u selo Rudine.

## Opis
Premda kratka i plitka, špilja redovito oduševljava svoje sve mnogobrojnije posjetitelje, često već i prije nego uđu u nju, jer se nalazi na svega nekoliko desetaka metara nad morem i u njegovoj blizini. Dugačka je samo 110 metara, ali je vrlo bogata stalaktitima, stalagmitima i stalagnatima. Ni njezina dubina od ulaza do dna nije velika, svega 12 metara. Najniži dio špilje je 53 metra nad morem. Zbog vrlo tankog „krova“ ( 2 – 5 metara ), za kišnih razdoblja, oborinska voda se procjeđuje. Njezinim djelovanjem kalcijevi spojevi se talože slojem od 1 milimetra u 10 – 30 godina. Temperatura u njoj varira od oko 15° C ljeti, do oko 13° C zimi.
Špiljski ukrasi variraju od smećkastih i sivih pa sve do crvenkastih tonova, a koji nastaju „igrom“ minerala, naročito željeznih i manganskih oksida po vapnencu. Na nekim mjestima, osim prirodno nastalih boja, ima i onih nastalih ljudskim djelovanjem — ostaci čađe koju su ostavile baklje njezinih davnih posjetitelja. 
Tu živi endemski račić (lat.) Alpioniscus christiani, koji je vrlo malen i teško uočljiv. Osim njega, u špilji žive i puževi, stonoge te šišmiši. Pronađeni su i ostaci špiljskog medvjeda stari oko 16.000 godina.

## Uređivanje špilje
Iako je lokalnim mještanima bila nedvojbeno poznata već od davnine, prvi zapis o njezinom postojanju potječe iz 1834. godine, prilikom uhićenja jednog krijumčara iz Senja. 
Posjećivana je već 150 godina, a mnogi od posjetitelja napravili su manje ili više nadoknadive štete. Teško su nadoknadivi okrhnuti ili polomljeni stalaktiti i stalagmiti. Brojni grafiti su izbrisani, ali su ipak ostavljeni oni stariji kao i najstariji iz 1859. godine.
Prvi put je špilja uređena za posjetitelje 1950. godine kojom prilikom je izmijenjen i njezin ulaz koji je do tada bio u obliku jame. Međutim, i nakon tog uređenja, špilja je opet neko vrijeme zapuštena, sve do 1997. godine kada su uređene staze, ograde i osvijetljenje bez kojeg bi bilo nemoguće vidjeti svu njezinu ljepotu. Od posljednjeg uređenja i otvaranja 1997. godine, špilja je postala još jedan detalj u nizu zanimljivosti, kulturnih i prirodnih vrijednosti otoka Krka. Osim s otoka Krka, posjećuju je i mnogih gosti s čitave Crikveničke rivijere koji do nje dolaze organiziranim turističkim prijevozom morem do uvale Slivanjske. Zahvaljujući svemu tome špilja Biserujka je u posljednjih 10‑etak godina postala jedna od najposjećenijih špilja u Hrvatskoj.
Tijekom većeg dijela godine špilja je otvorena za razgledavanje uz plaćanje niske cijene, a tijekom zimskih mjeseci posjet je moguć uz prethodni dogovor s lokalnom turističkom agencijom.

## Zanimljivosti
2009. godine u špilji je pronađena potpuno nova vrsta lažištipavca.

## Nadležnost
Špiljom upravlja javna ustanova Primorsko-goranske županije, "Priroda".

## Vanjske poveznice
- Špilja Biserujka, otok Krk  Arhivirana inačica izvorne stranice od 12. prosinca 2009. (Wayback Machine) na Klimno.net
- Turistička zajednica otoka Krka - Ponuda - Atrakcije  Arhivirana inačica izvorne stranice od 15. prosinca 2009. (Wayback Machine)
- Fotografija - Spilja Biserujka / Vitezića Spilja / Slivanjska Jama[neaktivna poveznica] na Destinacije.com
- Turistička zajednica općine Dobrinj  Arhivirana inačica izvorne stranice od 26. srpnja 2010. (Wayback Machine)
- Javna ustanova Priroda